# AR performers
AR performers（エーアール パフォーマーズ）は、ユークスによるアーティストプロジェクト。また所属するアーティストの総称。通称ARP（エーアールピー）。プロデューサーは内田明理。ARとは拡張現実または音楽事務所「Artists Republic」をさす。
会える4人組ARダンスボーカルグループ「ARP」（エーアールピー）はARアーティストでありながら、最先端の技術を駆使し究極の存在感と臨場感を実現した「会って話せる！」つまり見るだけでなく、彼らからも見られ聞かれているという、完全生ライブを行っている次世代のアーティストである。
ARP（エーアールピー／Artists Republic performers／アーティスツリパブリックパフォーマーズ）は、シンジ、レオン、そして2人組ユニット、レベルクロスのダイヤとレイジの4人のメンバーで構成されている、ARダンスボーカルグループ。エイベックスとアーティスト契約を結んでおり、主に冬と夏のライブを主体に活動。また、全員がアーティスト養成校ISM（International School of Music）横浜校の生徒である。
ファンのことをARS (Artists Republic Suppoters) と呼ぶ。

## 概要
ホログラフィックスクリーンを使用したCG映像によるライブイベントを中心に展開。あらかじめ用意された映像を再生するのではなく全てリアルタイムで創出し、ステージごとに異なる生のライブパフォーマンスを行う。観客との自由なやり取りやライブアプリ『ふれフレ』（後述）を使用した応援ゲーム企画といった双方向の観客参加型ライブで、その場限りの「生」の体験を提供することを重視している。
キャラクターデザイナー、CGクリエイター、ミュージシャン、ダンサー、ゲームクリエイターなど各分野の技術を持ったプロが集結し、現実世界ではまず存在し得ない圧倒的な魅力を持つ1人のアーティスト「AR（拡張現実） performer」を作り上げるプロジェクト。実際のライブでは会場にモーションキャプチャができるスタジオを作り、ボイスアクター（Vキャスト）・モーションアクター（Aキャスト）・テクニカルスタッフの3名で1人のパフォーマーを動かしている。これらのことからプロデューサーの内田氏はAR performersのライブを「現代の人形浄瑠璃」と称している。
映像にはユークスがプロレスゲームで培ってきた高速レンダリングといった最新の映像技術を活用。視線や口の動きを始めとする表情の変化や、体の動きに伴って動く衣装や髪だけでなく、影の形や濃淡の変化は会場の実際の照明機材の操作と同期しており、全てリアルタイムで映像に反映されている。また、観客が映り込む舞台袖のARカメラといった実写とのリアルタイムな合成や、足音のコントロールなど、全ての演出を同時に制御することで実在感を作り上げている。
これらのライブシステムはAR Live System「ALiS ZERO（アリスゼロ）」と銘打ち、2018年8月18日に行われた「ARPアーティストコンベンション」にてエイベックス・エンタテインメントとユークスによる共同プロジェクトとしてオープンイノベーション化していくことが発表された。
2015年11月19日に雑誌『B's-LOG』にて内田明理氏による「ウチダラボ」新規プロジェクト第一弾として発表。
2016年4月16日にベルサール秋葉原にてシンジ、REBEL CROSSのお披露目公演「AR performers βLIVE」を開催。
2016年11月にオフィシャルファンクラブ「Artists Republic Supporters」発足。
2017年1月14日 - 15日にディファ有明にて初の本格ライブ「1st A’LIVE」を開催。最終公演の第6公演でavex traxよりメジャーデビューすることが発表され、同年3月29日にアーティスト名「ARP」としてメジャーデビューした。

## パフォーマー
音楽事務所「Artists Republic Production」に所属。メンバー全員がアーティスト養成校「ISM（International School Of Music）横浜校」に通う学生。年齢はシンジとダイヤが同い年で、レイジとレオンはその1つ下。

### シンジ（SHINJI）
本名:叶真嗣　誕生日：12月6日　血液型：A型　身長：178cm　体重：62kg
両親が作曲家とオペラ歌手という音楽一家で育つ。ISMに入学後、友人の影響でそれまでのクラシック指向からポップスに転向。楽曲もクラシックとJ-POPを融合したメロディアスな曲調のものが多く、幼い頃から英才教育を受けているバレエはダンスの振りにも取り入れられている。ISMでは入学以来首席で、特待生枠でプロダクションと契約した。
現在は実家を離れて一人暮らしをしており、親に持たせてもらったクレジットカードでのネットショッピングが趣味。大のコンビニ好き。妹がいる。愛犬はボストン・テリアのみみ。

### REBEL CROSS（レベルクロス）
小学校時代からの親友であるダイヤとレイジによるデュオ。愛称は「レベクロ」。名前の意味は「レイジとダイヤ 二つの衝動が交差（CROSS）して反逆（REBEL）のサインになる」。元々はレイジが14歳の時にダイヤを誘って結成したインディーズバンド「CROSS BONE」として活動し、様々なコンテストで優勝を重ね「賞金稼ぎ」と呼ばれていた。ISM入学を条件にプロダクションからスカウトされた。
スピード感のあるロックテイストの楽曲と、デュオならではの息の合ったダンスと歌の掛け合いが特徴。ファンのことは「（REBEL CROSS）サブメンバー」と呼ぶ。

#### ダイヤ（DAIYA）
本名:甲本大哉　誕生日：8月7日　血液型：O型　身長：187cm　体重：71kg
本名は大哉。幼い頃に両親を亡くし施設で育った。ストリートダンスの国際大会優勝経験をもつ。ラップが得意でCROSS BONE時代にはボーカルの他にギターも担当していた。ライブ衣装やアクセサリーのデザインも手掛けており、デニムの改造が趣味。
面倒見がよく几帳面な性格で、レイジと同居する学生寮での家事は主にダイヤが担っている。口癖は「それな」。

#### レイジ（RAGE）
本名:緋田怜士　誕生日：8月23日　血液型：AB型　身長：非公開　体重：非公開　性別：非公開
本名は怜士。独自の世界観を持っておりインタビュー等ではあまり多くを語らないが、普段はわりと饒舌。目上の人に対して敬語を使わず呼び捨てにすることが多い。
読書家でカミュやカフカの作品を好む。音楽の知識に限らず博識で、ラジオやライブのMCでは多彩な一面をのぞかせている。見た目に反してコンビニのスイーツや甘いもの好き。特技は空手。

### レオン（LEÓN）
本名:藤原玲音　誕生日：3月1日　血液型：B型　身長：177cm　体重：61kg
日本人の父とブラジル人の母をもつハーフ。神戸出身。ISMには一般枠で入学したものの、学内でのパフォーマンス活動等がプロダクションの目にとまり、他の3人より少し遅れてデビューした。4オクターブの音域とフェイクを使いこなしたハスキーなボーカルとキレのあるダンスが特徴。全て独学で身につけている。楽曲はハイトーンの歌声を活かしたファンク色の強い躍動的なダンスナンバーが多い。やや舌足らずな関西弁を使い、普段はおっとりした印象が強いが、パフォーマンス中は一変する。
独特な絵を描き、1st A’LIVEで公開されたミーアキャットは商品化されている。

## ディスコグラフィ

### 楽曲一覧
シンジ
「The World Is Mine」
作詞 - 大内正徳 / 作曲・編曲 - 平田祥一郎
「A Song For You」
作詞 - 財前汐里 / 作曲・編曲 - 平田祥一郎
「Tender Blue」（feat. CROSS BONE）
作詞 - 財前汐里 / 作曲・編曲 - 平田祥一郎
「Dahlia」
作詞 - 財前汐里 / 作曲・編曲 - 平田祥一郎

REBEL CROSS
「THE KISS」
作詞 - 大内正徳 / 作曲・編曲 - 平田祥一郎
「D.O.A」
作詞 - 内田明理+RAGE / 作曲・編曲 - 平田祥一郎
「rrRrride On !!」
作詞 - 財前汐里 / 作曲・編曲 - 平田祥一郎
「BlacK Sapphire」（CROSS BONE）
作詞 - RAGE＋yush / 作曲 - RAGE＋Tomoya

ダイヤ
「Blood-D」
作詞 - 財前汐里 / 作曲・編曲 - 平田祥一郎
「Raise Your Flag」
作詞・作曲・編曲 - hisakuni

レイジ
「My deaR」
作詞 - 財前汐里 / 作曲・編曲 - 平田祥一郎
「運命論」
作詞・作曲 - RAGE / 編曲 - 平田祥一郎

レオン
「Logical Dreamer」
作詞 - 財前汐里 / 作曲・編曲 - 平田祥一郎
「FANTASISTA」
作詞・作曲 - LEÓN / 編曲 - 平田祥一郎
「Turn Up Baby !」
作詞 - 財前汐里 / 作曲・編曲 - 平田祥一郎
「Shake!!」
作詞・作曲 - LEÓN / 編曲 - 平田祥一郎
「Dive into Love」
作詞 - 前迫潤哉 / 作曲 - 前迫潤哉、斉藤怜介、春川仁志 / 編曲 - 斉藤怜介、春川仁志

SUPER RARE
「威信傳心」
作詞 - 財前汐里 / 作曲・編曲 - 平田祥一郎

2CARAT
「星無き夜のセレナーデ」
作詞 - 財前汐里 / 作曲・編曲 - 平田祥一郎

BLUE BLOOD
「Dopamine」
作詞 - 前迫潤哉 / 作曲 - 前迫潤哉、Dr.Lilcom、春川仁志 / 編曲 - Dr.Lilcom

DOUBLE TREBLE
「We Rock!!」
作詞 - 財前汐里 / 作曲・編曲 - 平田祥一郎

バトルソング
「Eyes on Me」
作詞 - タイラヨオ / 作曲・編曲 - 平田祥一郎
「This is Me」
作詞 - 財前汐里 / 作曲・編曲 - 平田祥一郎
「Finalist」
作詞・作曲 - 不明

4人曲
「最高のGood-bye」
作詞 - Yu / 作曲 - Justin Moretz＆Kotaro Egami / 編曲 - Justin Moretz＆Kotaro Egami＆平田祥一郎
「The Show Must Go On」
作詞・作曲 - 不明
「Start of the start」
作詞・作曲 - RAGE / 編曲 - first斎藤
「Paradise」
作詞 - 前迫潤哉 / 作曲 - 前迫潤哉、RUSH EYE、春川仁志 / 編曲 - RUSH EYE
「It’s Show Time！」
作詞 - 前迫潤哉 / 作曲 - 前迫潤哉、RUSH EYE、春川仁志 / 編曲 - RUSH EYE
「Burn it up」
作詞 - 前迫潤哉、春川仁志 / 作曲 - 前迫潤哉、RUSH EYE、春川仁志 / 編曲 - RUSH EYE
「Celebrate Good Time」
作詞 - 前迫潤哉 / 作曲 - 前迫潤哉、Dr.Lilcom、春川仁志 / 編曲 - Dr.Lilcom
「Neo World」

カバー曲
2nd A’LIVE（2017年7月22日 - 23日開催）で披露された。全てavex所属アーティストの楽曲となっている。
- 「Love & Peace Forever」TRF - シンジ（第4公演）
- 「ESCAPE」MOON CHILD - ダイヤ（第2公演）
- 「Black Cherry」Acid Black Cherry - レイジ（第1・3公演）
- 「キューティーハニー」倖田來未 - レオン（第5・6公演）
- 「気分上々↑↑」mihimaru GT - 全員（全公演）

### アルバム
| 発売日         | タイトル                   | 収録曲 | 規格品番                                                    |
| -------------- | -------------------------- | --- | ----------------------------------------------------------- |
| 2016年8月3日   | The World Is Mine/THE KISS | DISC1 1. The World Is Mine（SHINJI） 2. The World Is Mine（KARAOKE） DISC2 1. THE KISS（REBEL CROSS） 2. THE KISS（KARAOKE） DISC3（DVD） 1. The World Is Mine 2. THE KISS |                                                             |
| 2017年3月29日  | A’LIVE                     | CD 1. The World Is Mine（SHINJI） 2. A Song For You（SHINJI） 3. THE KISS（REBEL CROSS） 4. D.O.A（REBEL CROSS） 5. Logical Dreamer（LEÓN） DVD（Performance Video） 1. The World Is Mine 2. A Song For You 3. THE KISS 4. D.O.A 5. Logical Dreamer 6. 1st A’LIVE Opening movie | AVCD-93663/B（CD＋DVD） AVCD-93664（CD）                    |
| 2017年7月19日  | A’LIVE2                    | 1. FANTASISTA（LEÓN） 2. This is Me（DAIYA & LEÓN） 3. Eyes on Me（REBEL CROSS） 4. Tender Blue（SHINJI & REBEL CROSS） 5. 最高のGood-bye（ARP） ボーナストラック（CD ONLY盤のみ） Eyes on Me（RAGE & LEÓN） | AVCD-93710（CD＋VR） AVCD-93711（CD）                       |
| 2017年12月20日 | A’LIVE3                    | CD 1. Turn Up Baby !（LEÓN） 2. 威信傳心（SUPER RARE（SHINJI & RAGE）） 3. rrRrride On !!（REBEL CROSS） 4. Dahlia（SHINJI） 5. FANTASISTA -Live Version-（LEÓN） DVD（Performance Video） 1. Tender Blue 2. FANTASISTA | AVCD-93791/B（CD＋DVD） AVCD-93792（CD）                    |
| 2018年12月19日 | KICK A’LIVE                | CD 1. Paradise（ARP） 2. Blood-D（DAIYA） 3. 星無き夜のセレナーデ（2CARAT（SHINJI＋LEÓN）） 4. My deaR（RAGE） 5. Start of the start（ARP） CD（初回生産限定盤のみ） Amazing Radio Performers on the web Special Edition DVD（Performance Video） 1. Paradise 2. Start of the start DVD（初回生産限定盤のみ） ARP “Greatest Moments” ～KICK A’LIVE 第2回公演～ | AVCD-96042/B（通常盤） AVCD-96040～1/B～D（初回生産限定盤） |
| 2020年4月1日   | KICK the BEST              | CD 1. Paradise（2019 ver.）（ARP） 2. Blood-D（DAIYA） 3. My deaR（RAGE） 4. 星無き夜のセレナーデ（2020 ver.)（2CARAT） 5. It's Show Time！（2019 ver.）（ARP） 6. Dopamine（2020 ver.）（Blue Blood） 7. Shake!!（LEÓN） 8. 運命論（RAGE） 9. Burn it up（ARP） 10. Dive into Love（LEÓN） 11. Raise Your Flag（DAIYA） 12. We Rock!!（Double Treble） 13. BlacK Sapphire（CROSS BONE） 14. Celebrate Good Time（ARP） 15. The World Is Mine（A Cappella ver. from "KICK A'LIVE3"）（ARP）（通常盤のみ） DVD（Performance Video） 1. Paradise 2. It's Show Time！ 3. Burn it up 4. Celebrate Good Time DVD（アニメイト限定盤のみ） Live Video ARP GREATEST MOMENTS KICK A'LIVE3 第2公演 | AVCD-96447/B（通常盤） AVC1-96446/B～C（アニメイト限定盤）  |

### シングル
| 発売日        | タイトル                                | 収録曲                            | 規格品番   |
| ------------- | --------------------------------------- | --------------------------------- | ---------- |
| 2019年8月21日 | Burn it up 全国流通通常盤（ARP盤）      | 1. Burn it up 2. It’s Show Time！ | AVCD-94560 |
| 2019年8月21日 | Burn it up アニメイト限定盤（シンジ盤） | 1. Burn it up 2. A Song For You   | AVC1-94561 |
| 2019年8月21日 | Burn it up アニメイト限定盤（ダイヤ盤） | 1. Burn it up 2. Blood-D          | AVC1-94562 |
| 2019年8月21日 | Burn it up アニメイト限定盤（レイジ盤） | 1. Burn it up 2. My deaR          | AVC1-94563 |
| 2019年8月21日 | Burn it up アニメイト限定盤（レオン盤） | 1. Burn it up 2. Shake!!          | AVC1-94564 |

### DVD
| 発売日         | タイトル                               | 規格品番      |
| -------------- | -------------------------------------- | ------------- |
| 2019年6月26日  | 3rd A’LIVE GREATEST MOMENTS DVD BOX I  | AVB1-92814～6 |
| 2019年7月24日  | 3rd A’LIVE GREATEST MOMENTS DVD BOX II | AVB1-92817～9 |
| 2019年12月11日 | 1st A’LIVE GREATEST MOMENTS DVD BOX I  | AVB1-92881～3 |
| 2019年12月11日 | 1st A’LIVE GREATEST MOMENTS DVD BOX II | AVB1-92884～6 |

## ライブ

### βLIVE（ベータライブ）
2016年4月16日にベルサール秋葉原で開催されたシンジとREBEL CROSSのお披露目ライブ。全3公演。司会は森一丁。事前応募で選ばれた合計1000名が招待され、各公演それぞれ限定30名が専用端末を使用したプレイモニターとして参加した。

### A’LIVE（アライブ）
AR performersの本公演。3rd A’LIVEまでの司会は森一丁。
- 1st A’LIVE：2017年1月14日 - 15日（全6公演）ディファ有明
- 2nd A’LIVE：2017年7月22日 - 23日（全6公演）ディファ有明
- 3rd A’LIVE：2018年1月6日 - 7日（全6公演）ディファ有明
- KICK A’LIVE：2018年8月18日 - 19日（全4公演）ベルサール高田馬場
- KICK A’LIVE2：2019年1月5日 - 6日（全4公演）横浜文化体育館
- KICK A’LIVE3：2019年8月24日 - 25日（全4公演）ベルサール高田馬場

### REWIND（リワインド）
過去に開催されたA’LIVEを撮影した映像を特別ディレクターズカット版として上映。
- 1st A’LIVE REWIND：2017年4月15日 - 16日（全6公演）DMM VR THEATER YOKOHAMA
- REWIND2：2017年11月3日 - 5日（全8公演）DMM VR THEATER YOKOHAMA
- REWIND3：2018年4月14日 - 15日（全6公演）DMM VR THEATER YOKOHAMA
- REWIND4：2018年10月27日 - 28日、11月3日 - 4日（全12公演）DMM VR THEATER YOKOHAMA
- REWIND5：2019年4月13日 - 14日、20日 - 21日（全12公演）DMM VR THEATER YOKOHAMA
- REWIND6：2019年12月14日 - 15日（全6公演）DMM VR THEATER YOKOHAMA

### ふれフレ
A’LIVEにて特定の楽曲で行われる応援ゲームで使用するモバイルアプリケーション。ライブ中にスクリーンに表示されるリズムマーカーに合わせてタイミングよくスマートフォンを振ることで獲得できる応援ポイントを競う。事前に自分のスマートフォンにダウンロードしておき、入場の際に配布される公演ごとのQRコードを読み取り参加登録する。実際にゲームに参加するためにはゲーム内通貨「トーン」が必要になる。
上位者は事前に入力したコメントがライブ中にスクリーンに表示されたり、パフォーマンス後に舞台上のパフォーマーから直接声をかけてもらえる。また順位に応じてメッセージやメモリアルカードが配信される。
2018年7月6日リリースのバージョン4.0.0にて、ライブに向けリズムゲームの練習ができる期間限定イベント「応援リハーサル」機能が追加された。
アプリ名は「フレる（Hurray）振れる（Shake）ふれ合う（Touch）」から。
バトルソング
対象曲 - 「Eyes on Me」、「This is Me」、「Finalist」
1曲を2人で順番に歌っていく対戦形式のコーナー。観客は応援したいパフォーマーを選択し、より多くのポイントを集めたパフォーマーが勝者となる。ポイントは曲中にリアルタイムで集計されており、1コーラスごとの途中結果でポイントの高い方がサビを歌う。その日の優勝をかけて戦う勝ち抜き戦で、対戦カードは事前に公開される。なお敗者には課題（罰ゲーム）が用意されている。
ソロソング（1st A’LIVE）
対象曲 - 「The World Is Mine」、「THE KISS」
それぞれの楽曲について観客同士で応援ポイントを競う。
バトル・フォー・カバーソング（2nd A’LIVE）
対象曲 - 「A Song For You」、「THE KISS」、「Logical Dreamer」
第3公演と第6公演のカバーソングを披露する権利をかけて各パフォーマーがポイントを競う。1日目の第1・第2公演のポイント合計が最も高かった者が第3公演で、2日目の第4・第5・第6公演のポイント合計が最も高かった者が第6公演で、それぞれカバーソングを披露した。
バトル・フォー・ユニット（3rd A’LIVE）
対象曲 - 「The World Is Mine」、「A Song For You」、「THE KISS」、「D.O.A」、「Logical Dreamer」、「FANTASISTA」から各公演3曲
ユニットを組む権利をかけて各パフォーマーがポイントを競う。1日目と2日目それぞれ3公演分のポイントの合計が最も高かったパフォーマーが優勝となり、1日目と2日目の優勝パフォーマー同士でユニットを組む。
バトル・フォー・ユニット（KICK A’LIVE、KICK A’LIVE2）
対象曲 - 「Dahlia」、「D.O.A」、「Turn Up Baby !」（KICK A’LIVE）・「A Song For You」、「THE KISS」、「FANTASISTA」（KICK A’LIVE2）
ユニットを組む権利をかけて、シンジ・ダイヤとレイジ・レオンのチームで合算されたポイントを競う。全4公演のポイントの合計が最も高かったチームが優勝となりユニットを組む。
バトル・フォー・センター（KICK A’LIVE3）
対象曲 - 「Blood-D」、「運命論」、「A Song For You」、「Turn Up Baby」
センターになる権利をかけて、各パフォーマーがポイントを競う。全4公演のポイントの合計が最も高かったパフォーマーが優勝となる。

## ラジオ

### Amazing Radio Performers
2016年11月5日から2017年3月25日まで文化放送『A&G TRIBAL RADIO エジソン』内で放送されたラジオ番組。事前収録放送。全21回。出演はシンジ、REBEL CROSS（ダイヤ、レイジ）、レオン（第5回から）。番組終了後に公式サイトでアフタートークが公開されており、現在でも視聴できる。
2017年1月14日放送の第11回は同日に開催されたライブ会場から生中継された（アフタートークはなし）。
ゲスト
- 第3回 - 4回：平田祥一郎

### Amazing Radio Performers on the web
2017年5月6日から毎週土曜22時に配信されているラジオ番組。事前収録放送。出演はシンジ、REBEL CROSS（ダイヤ、レイジ）、レオン。第5回からナビゲーターとして星野卓也が参加。
2020年1月25日にニコニコ生放送での配信を終了し、同年2月1日よりLINE LIVEにて配信を開始した。
2020年3月14日の放送では第150回を記念して16時より生放送で配信された。
ゲスト
- 第1回 - 4回：内田明理、平田祥一郎
- 第7回：内田明理
- 第8回 - 11回：神永圭佑
- 第12回 - 14回：みく、カノン、ゆうき（アンティック-珈琲店-）
- 第15回 - 18回：KENJI03（BACK-ON）
- 第19回 - 22回：平田祥一郎
- 第21回 - 22回：内田明理
- 第23回 - 26回：AXESSORY（AKI）
- 第27回 - 30回：VALSHE
- 第31回 - 34回：みく、カノン、ゆうき（アンティック-珈琲店-）
- 第40回 - 43回：VALSHE
- 第45回 - 47回：KENZO（DA PUMP）
- 第49回 - 51回：井出卓也
- 第51回：内田明理
- 第53回 - 55回：崎山つばさ
- 第59回、第66回、第80回、第81回：内田明理
- 第84回：RUSH EYE
- 第85回：前迫潤哉
- 第89回：勇士、Ü-SAY（BuZZ）
- 第90回：清水謙太、KENSUKE（BuZZ）
- 第98回 - 99回：井出卓也
- 第98回 - 99回、101回：内田明理
- 第103回 - 104回：前迫潤哉
- 第106回：勇士、Ü-SAY（BuZZ）
- 第107回：清水謙太、KENSUKE（BuZZ）
- 第110回 - 111回：U-YEAH（DA PUMP）
- 第114回 - 115回、117回 - 119回：内田明理
- 第127回：藤掛直人（川崎ブレイブサンダース 社長室室長）
- 第138回：内田明理
- 第141回、第142回：前迫潤哉

再放送
リスナーのリクエストで選ばれた過去の放送にオープニングトークを加えて再放送（ゲストコーナーをのぞく）。2019年3月30日の放送では第100回を記念して通常放送の後に第2回（2017年5月13日放送）が再放送された。
- 第36回（2018年1月6日放送）：第14回（2017年8月5日放送）の再放送
- 第48回（2018年3月31日放送）：第2回（2017年5月13日放送）の再放送
- 第52回（2018年4月28日放送）：第16回（2017年8月19日放送）の再放送
- 第61回（2018年6月30日放送）：第26回（2017年10月28日放送）の再放送
- 第74回（2018年9月29日放送）：第13回（2017年7月29日放送）の再放送
- 第77回（2018年10月20日放送）：第43回（2018年2月24日放送）の再放送
- 第87回（2018年12月29日放送）：第31回（2017年12月2日放送）の再放送
- 第113回（2019年6月29日放送）：第27回（2017年11月4日放送）の再放送
- 第135回（2019年11月30日放送）：第73回（2018年9月22日放送）の再放送
- 第147回（2020年2月22日放送）：第56回（2018年5月26日放送）の再放送

## ARP AFTER SCHOOL PARADISE
2019年4月3日から6月26日までTOKYO MXにて毎週水曜21:54 - 22:00に放送された音楽バラエティ番組。エムキャス対応。略称は「アスパラ」。
ARP（シンジ、ダイヤ、レイジ、レオン）の4人が放課後にカラオケ店に集まり、ライブ映像を見ながらARPの活動を紹介していく。実際のパセラリゾーツ 横浜ハマボールイアス店で撮影された映像にパフォーマーが3DCGで描かれており、実写とCGの融合にはARPのライブシステム「ALiS ZERO」が用いられている。
テーマソング
「Dive into Love」（第1回 - 第5回）
歌 - LEÓN
「Raise Your Flag」（第6回 - 第12回）
歌 - DAIYA
各回リスト
| 回数 | サブタイトル        | 放送日        |
| ---- | ------------------- | ------------- |
| 1    | Paradise            | 2019年4月3日  |
| 2    | It's Show Time！    | 2019年4月10日 |
| 3    | The Show Must Go On | 2019年4月17日 |
| 4    | rrRrride On !!      | 2019年4月24日 |
| 5    | バトルソング特集(1) | 2019年5月1日  |
| 6    | バトルソング特集(2) | 2019年5月8日  |
| 7    | 課題特集            | 2019年5月15日 |
| 8    | ソロ曲集(1)         | 2019年5月22日 |
| 9    | ソロ曲集(2)         | 2019年5月29日 |
| 10   | REBEL CROSS特集     | 2019年6月5日  |
| 11   | ユニット特集(1)     | 2019年6月12日 |
| 12   | ユニット特集(2)     | 2019年6月19日 |
| 13   | 最終回スペシャル    | 2019年6月26日 |

## テレビアニメ
2020年1月から3月までTOKYO MXほかにて『ARP Backstage Pass』のタイトルで放送された。2019年7月28日にTOKYO MXにて放送記念特番が放送された。未ネットの毎日放送が製作委員会に参加している。

### スタッフ
- 原作・プロデュース - 内田明理
- 監督・脚本 - えんどうてつや
- 助監督 - 川奈可奈
- シリーズ構成・脚本 - 友永コリエ
- キャラクターデザイン・総作画監督 - しいなもが
- 3Dディレクター - 高村智、田中紀行
- 3Dキャラクターデザイン - 浜崎恵
- 美術監督 - 佐藤勝、間庭奈美
- 美術設定 - 長谷川弘行、福島孝喜
- 撮影監督 - 桑良人、板倉あゆみ
- 色彩設計 - 古那沙羅、雲井万紀子
- 編集 - 松原理恵
- 音響監督 - たなかかずや
- 音楽制作 - ユークス、エイベックス
- プロデューサー - 竹内文恵、藤原利紀、古田弘美、城田敬、金子広孝、青井宏之
- アニメーションプロデューサー - 広川ひろし
- 制作プロデューサー - 今井克尚
- アニメーション制作 - ダイナモピクチャーズ
- 制作 - アスミック・エース、ダイナモピクチャーズ
- 製作 - Artists Republic Production アニメーション企画室

### 主題歌
「Burn it up」
ARPによるオープニングテーマ。作詞は前迫潤哉、作曲は前迫潤哉とRUSH EYEと春川仁志、編曲はRUSH EYE。
「Celebrate GoodTime」
ARPによるエンディングテーマ。作詞は前迫潤哉、作曲は前迫潤哉とDr.Lilcomと春川仁志、編曲はDr.Lilcom。
「The Show Must Go On」
ARPによる劇中歌。
「The World Is Mine」
SHINJIによる劇中歌。
「THE KISS」
REBEL CROSSによる劇中歌。
「Logical Dreamer」
LEÓNによる劇中歌。
「BlacK Sapphire」
CROSS BONEによる劇中歌。
「D.O.A」
REBEL CROSSによる劇中歌。
「Tender Blue」
SHINJI feat. CROSS BONEによる劇中歌。
「Eyes On Me」
SHINJI VS DAIYAによる劇中歌。
「rrRrride On!!」
REBEL CROSSによる劇中歌。
「威信傳心」
SUPER RAREによる劇中歌。
「FANTASISTA」
LEÓNによる劇中歌。
「最高のGood-bye」
ARPによる劇中歌。

### 各話リスト
| 話数   | サブタイトル                                 | 脚本                      | 絵コンテ                  | 演出                    | 作画監督                                                               | 放送日         |
| ------ | -------------------------------------------- | ------------------------- | ------------------------- | ----------------------- | ---------------------------------------------------------------------- | -------------- |
| Ep01   | The Show Must Go On                          | えんどうてつや            | えんどうてつや            | 森田侑希                | 森前和也 今井雅美 竹上貴史 北村晋哉                                    | 2020年 1月13日 |
| Ep02   | The World Is Mine                            | 友永コリエ                | えんどうてつや            | ウエノ史博              | 松本勝次 管振宇 李少雷 松下清志                                        | 1月20日        |
| Ep03   | THE KISS                                     | 浅川美也                  | 朝倉カイト えんどうてつや | 佐々木達也              | 謝宛倩 張昀                                                            | 1月27日        |
| Ep04   | Logical Dreamer                              | 友永コリエ                | えんどうてつや            | 宮田亮                  | 飯塚葉子 李慶 尤茜                                                     | 2月10日        |
| Ep05   | D.O.A                                        | 浅川美也                  | 川奈可奈                  | 泉明宏 八島竜           | 石本英治 棚澤隆 飯飼一幸 森前和也 今井雅美 花輪美幸 へばらぎ 暁 泉明宏 | 2月17日        |
| Ep06   | Tender Blue                                  | 友永コリエ                | えんどうてつや            | 森田侑希                | 森前和也 今井雅美 飯飼一幸 花輪美幸 柄谷綾子 高瀬ゆり子                | 2月24日        |
| Ep06.5 | Celebrate Good Time 〜ショートストーリーズ〜 | いざわひろみ              | -                         | いざわひろみ            | -                                                                      | 3月2日         |
| Ep07   | Fantasista                                   | 友永コリエ えんどうてつや | 川奈可奈                  | 川奈可奈                | Hwang Yeongsik                                                         | 3月9日         |
| Ep08   | rrRrride On!!                                | 浅川美也                  | 佐藤雄三 えんどうてつや   | 古川博之                | 小林明美 フィンガーロック 北村晋哉 島崎望                              | 3月16日        |
| Ep09   | 威信傳心                                     | 浅川美也                  | 川奈可奈                  | えんどうてつや 川奈可奈 | 謝宛倩 符世銘 小沼由莉香 李慶 張昀 毛応星 森前和也 花輪美幸            | 3月23日        |
| Ep10   | A'LIVE                                       | 内田明理                  | 住田永司                  | 田中紀行 平井絵美       | -                                                                      | 3月30日        |

### 放送局
| 放送期間                | 放送時間                     | 放送局      | 対象地域 | 備考                  |
| ----------------------- | ---------------------------- | ----------- | -------- | --------------------- |
| 2020年1月13日 - 3月30日 | 月曜 23:00 - 23:30           | TOKYO MX    | 東京都   | 製作参加              |
| 2020年1月14日 - 3月31日 | 火曜 1:00 - 1:30（月曜深夜） | BS11        | 日本全域 | BS放送 / 『ANIME+』枠 |
|                         | 火曜 23:30 - 水曜 0:00       | J:COMテレビ | 日本国内 | CATV / 『アニおび』枠 |

| 配信期間                | 配信時間        | 配信サイト |
| ----------------------- | --------------- | --- |
| 2020年1月13日 - 3月30日 | 月曜 23:00 更新 | dアニメストア dTV |
| 2020年1月20日 - 4月6日  | 月曜更新        | J:COMオンデマンド ビデオパス ニコニコチャンネル AbemaTV FOD バンダイチャンネル アニメ放題 U-NEXT あにてれ ひかりTV Rakuten TV DMM.com ビデオマーケット HAPPY!動画 ムービーフルplus クランクイン!ビデオ |

## 出演・関連イベント

### ラジオ
- Startline（2017年4月15日、FMヨコハマ） - レオン
- 月曜の夜だから…。（2017年12月25日、FM-FUJI） - ダイヤ
- HITS ONE powered by Billboard JAPAN（2017年12月28日、i-dio TS ONE） - レオン
- A&Gリクエストアワー 阿澄佳奈のキミまち!（2018年1月7日、文化放送） - 3rd A'LIVE会場の雰囲気を生中継
- Nutty Radio Show THE魂（2018年1月10日、FM NACK5） - ダイヤ

### TV
- Break Out（2018年9月、テレビ朝日系列） - FREAK SCENE 2018年9月度マンスリーアーティスト
- TVアニメ「ARP Backstage Pass」放送記念特番（2019年7月28日、TOKYO MX）
- M-ON！LIVE ARP Greatest Moments「ARP LIVE 『KICK A’LIVE 3』」（2019年9月24日、MUSIC ON! TV）

### インターネット配信
- DAIYA CHANNEL（2018年10月26日 - 、YouTube） - ダイヤ
- レオンの部屋（2018年12月20日、2019年4月18日、5月9日、6月7日、9月19日、10月17日、SHOWROOM） - レオン
- レイジとその他の部屋（2019年2月7日、7月11日、8月22日、SHOWROOM） - レイジ、レオン
- レイジの部屋（2019年3月7日、SHOWROOM） - レイジ
- レベルクロスの部屋（2019年4月27日、SHOWROOM） - ダイヤ、レイジ
- シンジの華麗なるお部屋（2019年8月1日、12月4日、SHOWROOM） - シンジ、レオン（2019年8月1日のみ）
- ダイヤの筋トレ部屋（2019年11月14日、SHOWROOM） - ダイヤ
- ダイヤのLINE LIVE（2020年1月13日、LINE LIVE） - ダイヤ
- レオンのLINE LIVE（2020年1月23日、2月27日、LINE LIVE） - レオン
- レベルクロスのLINE LIVE（2020年2月14日、LINE LIVE） - ダイヤ、レイジ
- ARP Backstage Pass レイジ＆レオン 生トークSP inアベマTV（2020年3月22日、AbemaTV） - レイジ、レオン
- シンジのLINE LIVE（2020年3月31日、LINE LIVE） - シンジ

### 関連イベント
- AR performers CD＋DVD発売記念イベント（2016年8月10日、渋谷HMV） - 内田明理、森一丁
- ARPミニアルバム「A'LIVE3」発売記念スペシャルトークライブ（2017年12月1日、アニメイト横浜） - 内田明理、星野卓也
- ARPアーティストコンベンション（2018年8月18日、ベルサール高田馬場） - ARP（シンジ、ダイヤ、レイジ、レオン）
- ARP内田明理プロデューサースペシャルトークライブ（2018年12月19日、アニメイト横浜） - 内田明理、星野卓也
- 「ARP」AnimeJapan 2019特別編集版 ライブ映像上映会（2019年3月23日、全4回、AnimeJapan 2019 アスミック・エースブース内） - 内田明理、星野卓也
- 「ARP」TVアニメ化記念『ARP：REBEL CROSS SHOW』（2019年3月24日、全3回、AnimeJapan 2019 アスミック・エースブース内 特設スクリーンにて生中継） - REBEL CROSS（ダイヤ、レイジ）
- ARP REMIND TOUR 2019（2019年8月2日 - 8月16日、仙台・大阪・名古屋・博多） - KICK A’LIVE、KICK A’LIVE2の映画館上映ツアー
- TVアニメ「ARP Backstage Pass」先行上映会（2020年1月11日、池袋HUMAXシネマズ） - 井上和彦、駒田航、星野卓也
- TVアニメ「ARP Backstage Pass」ライブ上映＆グリーティング（2020年2月9日、池袋HUMAXシネマズ） - シンジ・ダイヤ（生中継にて出演）、星野卓也

### その他
- Namewee ft.DJ KOO「BOY MEETS GIRL 2020 Remix」（2018年9月22日公開） - MV出演
- DIVE XR FESTIVAL（2019年9月22日、幕張メッセ 展示ホール1 - 3）